# Silberstraße (Wilkau-Haßlau)

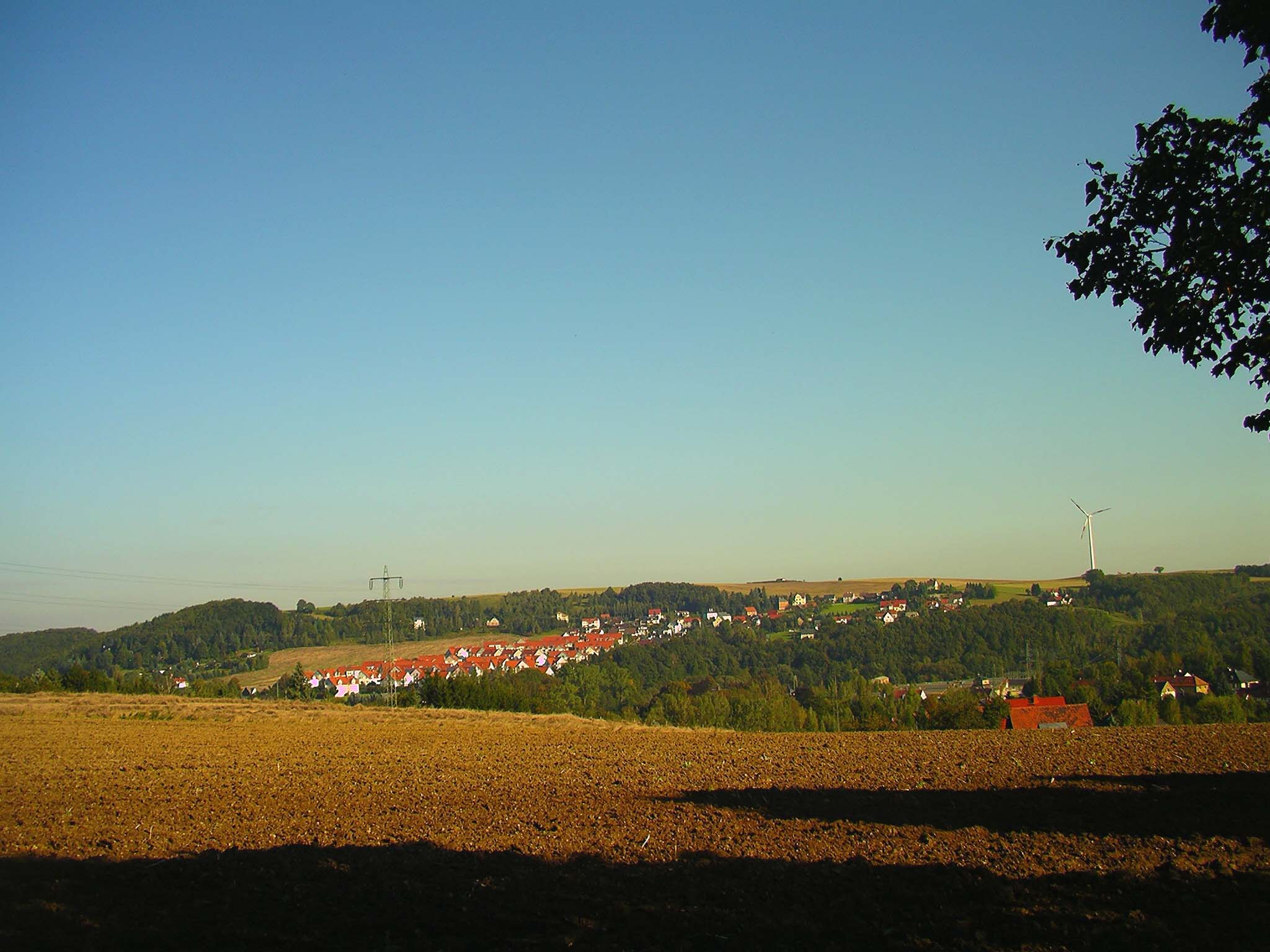
Nordansicht des Wilkau-Haßlauer Ortsteils Silberstraße

Silberstraße ist eine ehemals eigenständige Gemeinde und seit 1999 Ortsteil der Stadt Wilkau-Haßlau im Landkreis Zwickau, Freistaat Sachsen. Er hat rund 2.000 Einwohner und liegt 340 m ü. NN. Zum Ortsteil gehören neben dörflicher Bebauung ein neuerrichtetes Wohngebiet mit modernen Wohneinheiten, große Industrieanlagen mit Textilproduktion und Landwirtschaftsbetriebe.

## Geographie

### Geographische Lage
Das ehemalige Dorf, der heutige Stadtteil, liegt am Fuß des Erzgebirges, in einem Talkessel, etwa 10 km südlich von Zwickau und wird durch die Zwickauer Mulde geteilt.

### Nachbargemeinden
Angrenzende Gemeinde ist Reinsdorf mit den Ortsteilen Vielau und Friedrichsgrün, sowie die Städte Kirchberg und Wildenfels im Landkreis Zwickau.

## Geschichte
Ursprung von Silberstraße war ein ehemaliger Gutsweiler mit Gutsblockflur im Tal der Zwickauer Mulde, dessen Rittergut und Dörfchen unter dem Namen Arme Ruh bereits vor dem Jahr 1251 urkundlich erwähnt werden. Der Name Arme Ruh bezeichnet in diesem Fall den geringen Grundbesitz des Rittergutes, nicht die wirtschaftliche Situation.

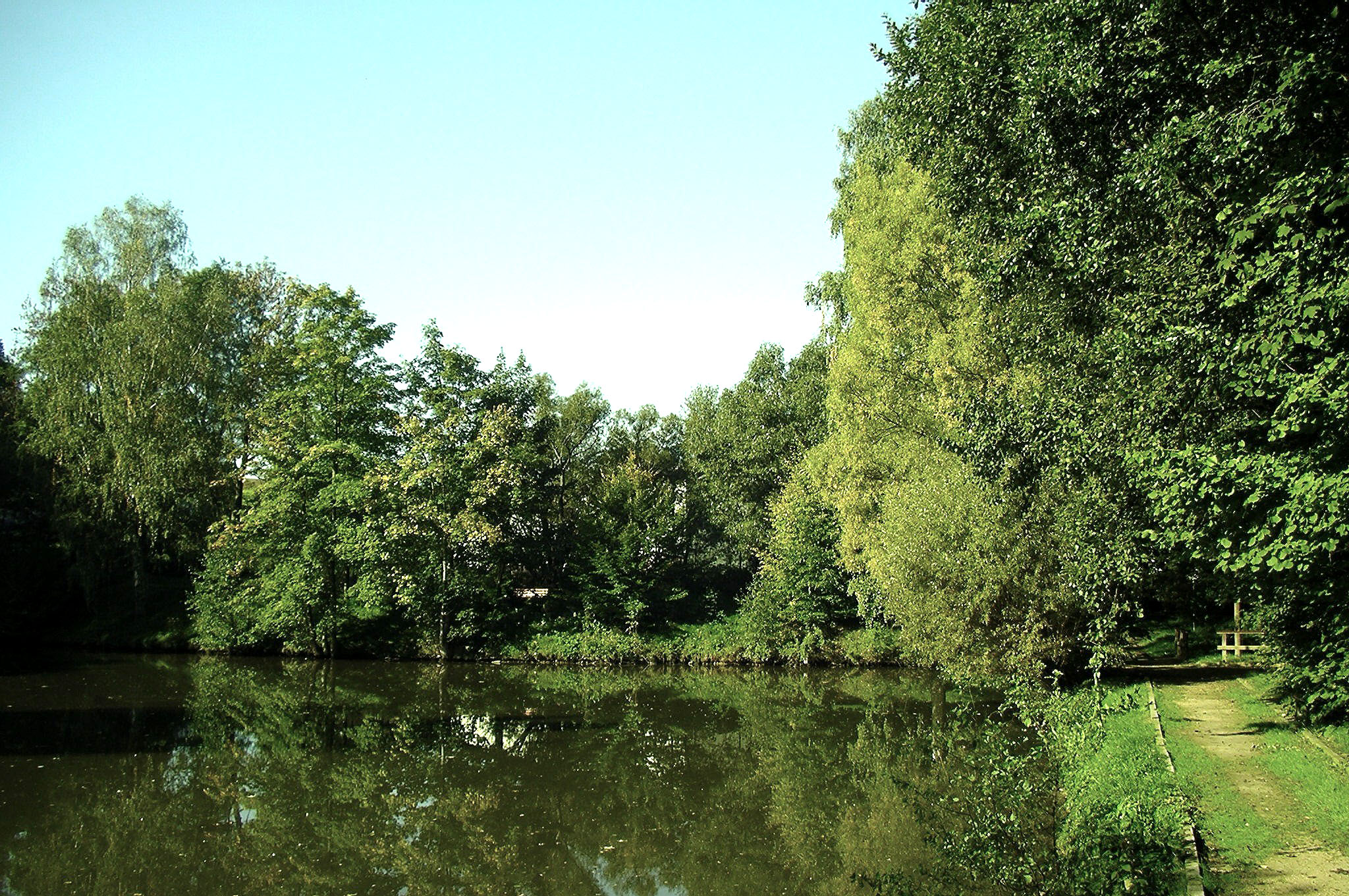
Leben im Grünen

Im Zuge des sich entwickelnden Silberabbaus im südlich gelegenen Erzgebirge führte frühzeitig eine Handelsstraße durch den Ort, die den Namen Silberstraße erhielt. Überlieferungen zufolge existierte bereits 1470 vor Ort eine Brücke über die Mulde, was der Entwicklung des Ortes zugutekam. Wohl auch aus diesem Grund bat der damalige Grundherr Kunz von Uttenhofen (altes fränkisches Adelsgeschlecht) zwischen 1470 und 1479 den Landesfürsten um die Umbenennung des Rittergutes und Dorfes in Silberstraße. Nach 1480 gehörte Silberstraße zur Parochie Schönau, eine der größeren Kirchgemeinden der näheren Umgebung in dieser Zeit.
Während Silberstraße und Haara bis ins 19. Jahrhundert zu den Ämtern Zwickau und Wiesenburg gehörten, war Oberhaßlau unter der Verwaltung des schönburgischen  Amtes Hartenstein.
Ab Mitte des 19. Jahrhunderts erreichte die zunehmende wirtschaftliche Entwicklung im Deutschen Reich auch die Region um Zwickau. Im Mai 1858 wurde die Bahnstrecke Zwickau–Schwarzenberg der Obererzgebirgischen Eisenbahn eröffnet, die durch Silberstraße führte und die eine hohe Bedeutung für den zunehmenden Berufsverkehr im Muldetal hatte. 1907 erhielt auch Silberstraße an der nunmehr zweigleisigen Strecke einen eigenen Haltepunkt.
Größere Gewerbebetriebe hielten aber erst gegen Ende des 19. Jahrhunderts Einzug in Silberstraße. 1892 betrieben die Gebrüder Blätterlein eine Stickerei, der 1893 ein Emaillier- und Stanzwerk folgte. Die Produktion des Werkes wurde erst 1972 eingestellt. Mit der Kammgarnspinnerei entwickelte sich in den 1920er Jahren ein weiterer wichtiger Industriezweig. Die hieraus entstandene Zwickauer Kammgarn GmbH gilt heute als eine der modernsten Spinnereien weltweit.
Der wirtschaftliche Aufschwung des Ortes schlug sich auch in einem raschen Anwachsen der Bevölkerung nieder. Lebten um 1820 nur 60 Menschen in Silberstraße, waren es 1934 (auch durch Eingemeindungen) bereits 1.287 Einwohner. Im Jahr 2000 betrug die Einwohnerzahl 1.991 Einwohner.

## Das Rittergut in Silberstraße

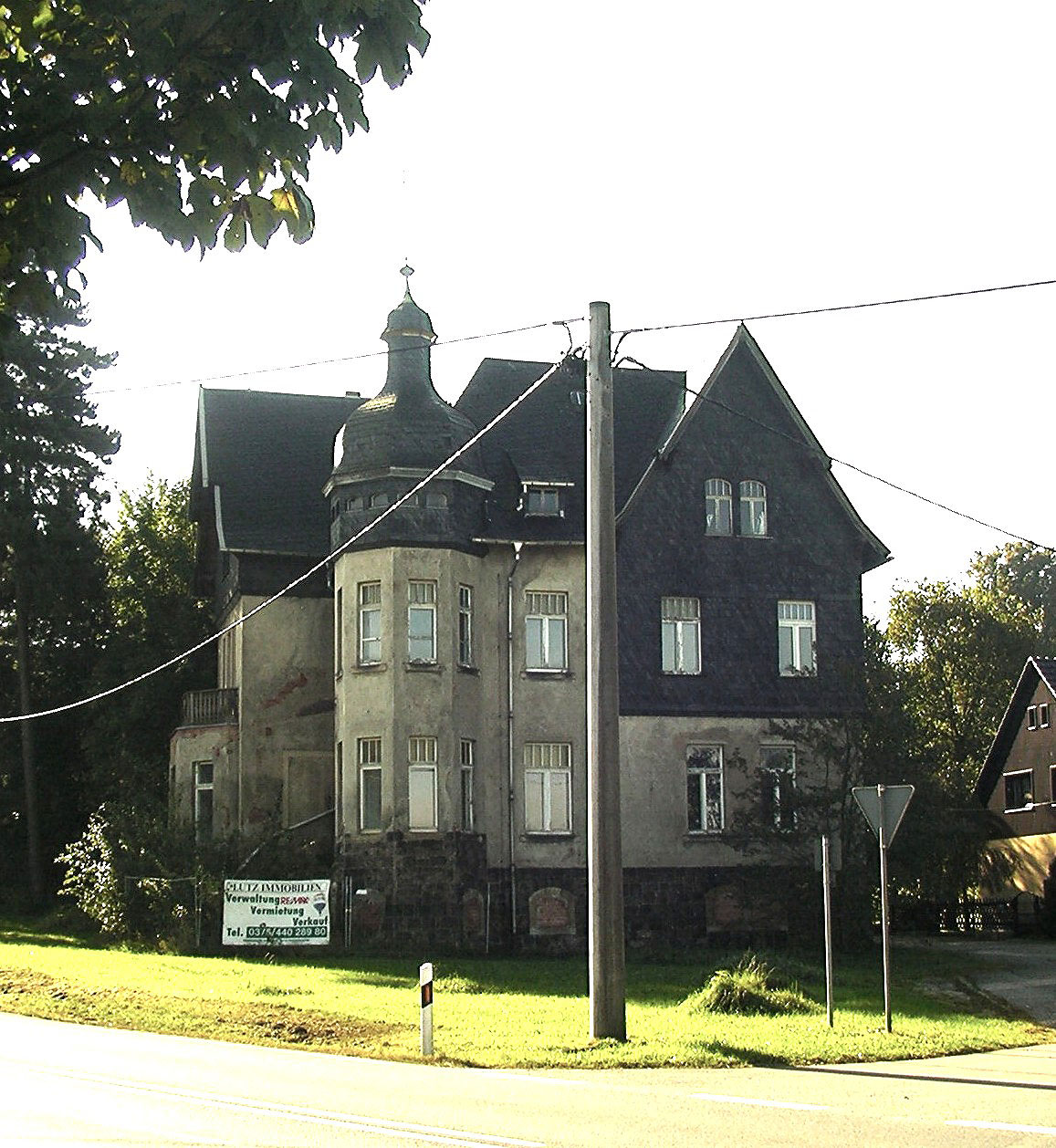
Rittergut in Silberstraße (2010)

Die erste urkundliche Erwähnung des Rittergutes stammt aus den Jahren vor 1251 unter dem Namen Arme Ruh. 
Um 1470 wurde eine Brücke über die Mulde für den Silberbergbau des Erzgebirges errichtet, dies nutzte der damalige Grundherr Kunz von Uttenhofen (altes fränkisches Adelsgeschlecht) zwischen 1470 und 1479, um den Landesfürsten für eine Umbenennung des Rittergutes und Dorfes in Silberstraße zu ersuchen.
In den folgenden Jahrhunderten erfolgten mehrere Eigentümerwechsel und bauliche Änderungen am Rittergutskomplex.
Bekannte große bauliche Veränderungen stammen aus dem Jahr 1899. Das Gebäude des Rittergutes wurde durch den damaligen Besitzer Ernst Gustav Alfred Dautzenberg abgerissen. An selber Stelle entstand ein Herrenhaus, welches in den Folgejahren wiederum mehrfach erweitert und bis zur jetzigen Ansicht umgebaut wurde.
Nach dem Zweiten Weltkrieg wurde das Rittergut Gemeindeeigentum. Es diente bis zur politischen Wende als Wohnhaus und als Verwaltungsgebäude der örtlichen Agrargenossenschaft und wurde 2011 verkauft.

## Eingemeindungen
Die Gemeinde Silberstraße entwickelte sich historisch aus den drei damals selbstständigen Orten Haara, Oberhaßlau und Silberstraße. Das Dorf Haara wurde 1924 zuerst in Teilen nach Silberstraße eingemeindet, am 1. Juli 1934 erfolgte dann die Verschmelzung mit dem nördlich gelegenen Oberhaßlau. Gemeinsamer Name wurde Silberstraße, weil dort die größeren Gewerbebetriebe vorhanden waren.
Die nächste Gebietsreform erfolgte in den späten 1990er Jahren. 1998 war entgegen den Vorgaben der Gemeindegebietsreform in Sachsen zunächst ein Zusammenschluss mit der Gemeinde Wiesenburg (jetzt Teil von Wildenfels) geplant, jedoch konnte diese Verbindung vor dem Verwaltungsgericht nicht durchgesetzt werden. Am 1. Januar 1999 kam es zur Eingemeindung als Ortsteil nach Wilkau-Haßlau. Der Ortsteil Silberstraße hat heute eine Fläche von 2,79 km².

## Söhne und Töchter des Ortes
- Carl Ludwig von Wolffersdorff (1700–1774), Oberhofjägermeister, Direktor und Oberinspekteur sämtlicher Flöße sowie Rittergutsbesitzer
- Curt Lahr (1898–1974), hoher sächsischer Landesbediensteter, Präsident des Sächsischen Sparkassenverbands, Leiter der sächsischen Staatskanzlei und Sparkassendirektor
- Jürgen Treutler (* 1951), Politiker (AfD)